# Гізенсдорф
Гізенсдорф (нім. Giesensdorf) — громада в Німеччині, розташована в землі Шлезвіг-Гольштейн. Входить до складу району Герцогство Лауенбург. Складова частина об'єднання громад Лауенбургіше-Зен.
Площа — 2,73 км2. Населення становить 155 ос. (станом на 31 грудня 2020).